# Radiation Exposure Compensation Act
Le Radiation Exposure Compensation Act (RECA) des États-Unis est une loi du Congrès des États-Unis donnant des compensations monétaires aux personnes qui ont contracté un cancer et d'autres maladies spécifiques comme résultat direct de leur exposition aux essais nucléaires atmosphériques entrepris par les États-Unis durant la guerre froide, ou leur exposition à des hauts niveaux de radon lors du travail dans les mines d'uranium. 
La loi de 1990 fournit les rémunérations suivantes :
- 50 000 USD aux individus vivant ou travaillant (sous le vent) downwind du site d'essais du Nevada
- 75 000 USD aux travailleurs participant aux essais nucléaires atmosphériques.
- 100 000 USD pour les mineurs d'uranium et les transporteurs.

Dans tous les cas, existent des exigences additionnelles qui doivent être satisfaites (preuve d'exposition, établissement de durée d'emploi, établissement de certaines conditions médicales, etc.). 
Dans certains cas, cependant, il a été extrêmement difficile pour des personnes de recevoir leur compensation, spécialement dans le cas des mineurs d'uranium. Parce que de nombreux mineurs d'uranium étaient des amérindiens, ils n'avaient pas de licences de mariage standard nécessaires pour établir une connexion légale avec le décédé. En 1999, des révisions ont été publiées dans le Federal Register pour les assister dans une demande de award claims.
Cela passa au Congrès des États-Unis le 5 octobre 1990. 
En 2000, des amendements additionnels sont passés qui ont ajouté de nouvelles catégories (mineurs d'uranium et autres travailleurs, tous deux éligibles pour recevoir autant d'argent que les mineurs d'uranium), ajoutant de nouvelles régions géographiques aux provisions (sous le vent) "downwinder", changeant certaines des maladies reconnues, et baissant le seuil d'exposition aux radiation des mineurs d'uranium. 
En 2002, des amendements additionnels sont passés comme partie d'une autre loi, corrigeant certaines erreurs de brouillon des amendements précédents (qui avaient accidentellement supprimé certaines zones géographiques de la loi originale) et clarifié certains points. 
Le 21 novembre 2006, 16 595 plaignants ont été reconnus (avec 7 005 refus), ce qui représente un dédommagement total de 1 111 880 155 USD.